# Sarykamysch-Senke
Die Sarykamysch-Senke liegt südwestlich des Aralsees im Grenzgebiet von Turkmenistan und Usbekistan.
Das flache Gebiet ist Teil der Ustjurt-Steppe und liegt nur wenige Meter über dem Meeresspiegel (Aralsee +53 m, Kaspisches Meer −28 m), etwa 100 km seitlich des Mündungsgebietes des Amudarja in den Aralsee. Im südlichen Teil der Senke liegt eine Quelle des Usboi, eines Flusses, der zeitweise dort entsprang und zeitweise ein Nebenfluss des Amudarja war. Auch der nicht verwirklichte Turkmenische Hauptkanal wäre von Taxiatosh kommend südlich der Senke auf den Usboi getroffen und auf dessen altem Flussbett weitergebaut worden (vgl. Karakumkanal#Differenzierung zum Turkmenischen Hauptkanal). 
Dort hat sich als Folge ökologisch rücksichtsloser Bewässerungsprojekte der Sowjetunion im 20. Jahrhundert der etwa 5.000 km² große, düngemittel- und  pestizidbelastete, salzwasserhaltige Sarykamysch-See gebildet, der sich – ganz im Gegensatz zum stark schrumpfenden Aralsee – weiterhin vergrößert. (Siehe auch Usboi#Aktuelle Umweltbelastung im Einzugsgebiet des Usboi)